# 바우자 사마지
바우자 사마지 당 또는 대중사회당은 인도 사회에서 심각한 차별을 받는 달리트(불가촉천민), 사회적 소수자, 소수 종교인들의 인권을 위해 만들어진 정당이다. 정당 발기인 칸시 람에 의하면, 그가 1984년에 인도 인구의 85%가 6,000여 개의 카스트로 나뉘어 제대로 된 대우를 받지 못하고 있음을 지적하며, 이 폐단을 시정하기 위해 정당을 창당했다고 한다. 바우자 사마지당은 자신들이 부처 등과 같은 역사적인 인물들의 사상을 이어받았다고 주장하며, 특히 우타르 프라데시 주를 기반으로 하여 지지세를 유지하고 있다. 바우자 사마지 당은 2019 총선에서 우타르 프라데시 주에서 19.3%의 득표율을 보이며 주 의회의 원내 2당의 지위를 유지했다. 당의 상징은 코끼리이다.

## 총선
| 선거           | 연도 | 후보를 낸 지역구 수 | 당선된 후보 수 | 득표율 | 경쟁 지역구에서 얻은 득표율 | 주의회 의석 수                                  |
| -------------- | ---- | ------------------- | -------------- | ------ | --------------------------- | ----------------------------------------------- |
| 9대 로크 사바  | 1989 | 245                 | 4              | 2.07   | 4.53                        | 펀자브 (1) 우타르프라데시 (3)                   |
| 10대 로크 사바 | 1991 | 231                 | 3              | 1.61   | 3.64                        | 마디아프라데시(1) 펀자브 (1) 우타르프라데시 (1) |
| 11대 로크 사바 | 1996 | 210                 | 11             | 4.02   | 11.21                       | 마디아프라데시(2) 펀자브 (3) 우타르프라데시 (6) |
| 12대 로크 사바 | 1998 | 251                 | 5              | 4.67   | 9.84                        | 하리아나 (1) 우타르프라데시 (4)                 |
| 13대 로크 사바 | 1999 | 225                 | 14             | 4.16   | 9.97                        | 우타르프라데시(14)                              |
| 14대 로크 사바 | 2004 | 435                 | 19             | 5.33   | 6.66                        | 우타르프라데시(19)                              |
| 15대 로크 사바 | 2009 | 500                 | 21             | 6.17   | 6.56                        | 마디아프라데시(1) 우타르프라데시(20)            |
| 16대 로크 사바 | 2014 | 503                 | 0              | 4.19   |                             | NA                                              |
| 17대 로크 사바 | 2019 | 383                 | 10             | 3.67   |                             | 우타르프라데시 (10)                             |

## 같이 보기
- 인도의 정당